# Jacques de Lacretelle
Jacques de Lacretelle (14 de julio de 1888 - 2 de enero de 1985) fue un escritor francés nacido en el castillo de Cormatin, en Cormatin (Saône-et-Loire) y fallecido en París. Fue descendiente de Jean-Charles de Lacretelle. Miembro de la Academia Francesa a la que fue elegido en 1936 para el asiento número 39.

## Datos biográficos
A la muerte de su padre, fue educado por su abuelo Pierre-Henri de Lacretelle. Estudió en el Lycée Janson de Sailly de París, y después en Inglaterra, en la Universidad de Cambridge.
Durante la Primera Guerra Mundial, no estuvo en el frente por razones de salud, consagrándose desde entonces a la literatura. Fue amigo de Marcel Proust, André Gide, Anatole France, Marcel Rivière, aunque fue propiamente en 1920 cuando inició su carrera de literato a los 32 años de edad. Publicó Silbermann en 1922, en la editorial Gallimard obteniendo el Premio Femina.
Fue elegido el 12 de noviembre de 1936 miembro de la Academia Francesa, en la misma ocasión que el almirante Lacaze y el entonces futuro cardenal Grente. Permaneció como académico más de 48 años, volviéndose el decano en los últimos quince años de su vida, a partir de la muerte de François Mauriac en 1970.
Jugó un apel importante en el resurgimiento del periódico Le Figaro, durante el proceso de la liberación. Fue presidente y director general del Figaro literario y de la sociedad anónima Le Figaro.
Pesimista de naturaleza, fue un escritor que se caracterizó por no atender las convenciones como lo demostró en su novela La Bonifas (homosexualidad femenina) y en su obra cumbre, Silbermann.
Sin ser antisemita declarado, Lacretelle compartió las teorías racistas de Gobineau, según puede verse en Le Demi-Dieu ou le voyage de Grèce, Paris, Grasset, 1930, I, p. 18.
En 1973 adquirió el célebre Castillo de Ô, en la región de la Orne, que procedió a restaurar con su esposa Yolande Jacobé de Naurois.

## Obra
- 1920 : La vie inquiète de labousse (Grasset)
- 1922 : Silbermann (Gallimard) Premio Femina
- 1925 : La Bonifas (Gallimard)
- 1925 : Mélanges sur l'amour et les livres, terminés par un envoi (Gallimard)
- 1926 : Trébuchet. Mort de la jalousie (La Lampe d'Aladin)
- 1926 : Lettres espagnoles (Gallimard)
- 1926 : Quatre études sur Gobineau (La Lampe d'Aladin)
- 1927 : Aparté. Colère. Journal de colère. Dix jours à Ermenonville (Gallimard)
- 1927 : Aperçus (Marcelle Lesage)
- 1927 : Rêveries romantiques. Dix jours à Ermenonville. Le rêveur parisien (Stendhal)
- 1927 : Virginie, ou les manies (Champion (Édouard))
- 1927 : Le Christ aux bras étroits (Eos)
- 1928 : D'une colline. Quatre jours à Bayreuth (Les Cahiers Libres)
- 1928 : L'âme cachée, nouvelles (Gallimard)
- 1928 : Quatre nouvelles italiennes (Lemarget)
- 1928 : Album napolitain (Hazan)
- 1928 : Études (Librairie Picard)
- 1929 : Histoire de Paola Ferrari (Flammarion)
- 1929 : Le retour de Silbermann (Gallimard)
- 1929 : Amour Nuptial (Gallimard), Gran Premio de Novela de la Academia Francesa
- 1930 : À la rencontre de France (Trémois)
- 1930 : Le demi-dieu ou le voyage en Grèce (Grasset)
- 1930 : Pressentiments (Les Quatre Chemins)
- 1931 : Luce, ou l'enfance d'une courtisane (Trémois)
- 1932 : Les Hauts Ponts. I. Sabine (Gallimard)
- 1933 : Les Hauts Ponts. II. Les fiançailles (Gallimard)
- 1934 : Les aveux étudiés (Gallimard)
- 1935 : Les Hauts Ponts. III. Années d'espérance (Gallimard)
- 1935 : Les Hauts Ponts. IV. La monnaie de plomb (Gallimard)
- 1936 : L'écrivain public (Gallimard)
- 1936 : Qui est La Roque ? (Flammarion)
- 1938 : Morceaux choisis (Gallimard)
- 1939 : Croisières en eaux troubles, carnets de voyage (Gallimard)
- 1940 : Le Canada entre en guerre. Choses vues (Flammarion)
- 1941 : L'Heure qui chante (Le Milieu du monde)
- 1945 : Libérations (Brentano's)
- 1946 : Idées dans un chapeau (Le Rocher)
- 1946 : Le Pour et le Contre (Le Milieu du monde)
- 1953 : Une visite en été, pièce en quatre actes (Gallimard)
- 1953 : Deux cœurs simples (Gallimard)
- 1958 : Paris. Présentation de Jacques de Lacretelle. Photos de Jacques Boulas (Hachette)
- 1959 : Les Maîtres et les Amis. Études et souvenirs littéraires (Wesmael-Charlier)
- 1959 : Le tiroir secret (Wesmael-Charlier)
- 1963 : La galerie des amants, Anthologie de lettres d'amour (I) (Librairie académique Perrin)
- 1964 : L'amour sur la place, Anthologie de lettres d'amour (II) (Librairie académique Perrin)
- 1964 : Portraits d'hier et figures d'aujourd'hui (Librairie académique Perrin)
- 1974 : Journal de bord (Grasset)
- 1977 : Les vivants et leur ombre (Grasset)
- 1981 : Quand le destin nous mène (Grasset)

## Reconocimientos
- Gran Oficial de la Legión de Honor
- Comendador de Artes y Letras